# MEGAドン・キホーテUNY浜松泉町店
MEGAドン・キホーテUNY浜松泉町店は、浜松市中央区泉に所在し、UDリテール株式会社が運営するショッピングセンターである。
なお、当項目では同地で営業していたピアゴ浜松泉町店およびユニー浜松泉町店についても記載する。

## 概要
店舗はかつての姫街道、現道の国道257号線沿いにあり、店舗駐車場の目の前に泉町南バス停が設置されている。2013年 (平成25年) 4月、ユニー株式会社が運営する「ピアゴ浜松泉町店」として旧店舗建て替えに伴い新築開店していたが、2018年（平成30年）12月にMEGAドン・キホーテUNYに業態転換にすることが決まり、リニューアル工事のため翌年6月2日に一旦閉店。2019年（令和元年）8月6日に「MEGAドン・キホーテ浜松泉町店」としてリニューアルオープンした。なお、前年12月26日、2019年8月上旬に再オープン予定であると発表されている。

## ピアゴ浜松泉町店
1973年 (昭和48年) 9月、大型ショッピングセンター「ユニー浜松泉町店」として開店。当初の店舗は屋上駐車場付き2階建て。店舗面積約4,490m2。開店後、浜松市中心部に存在していたユニー小型店2店の移転後継店ともなった。当時徐々に広がりを見せ始めた、繁華街に立地するGMS店舗が、郊外に移転する先がけとなった店舗である。
2009年2月に、ユニーの店舗ブランド見直しが行われ、「ピアゴ浜松泉町店」に改称。しかし、開業初期からの建物の老朽化が進んだため、2012年 (平成24年) 5月20日をもって一旦閉店。その後、同年7月より建て替え工事に着手した。
2013年 (平成25年) 4月20日、新たに「ピアゴ浜松泉町店」として新築開店。なお、正式開店前の4月17日にプレオープンしている。店舗は地上2階建て。店舗は1階及び2階となっており3階に屋上駐車場がある。店内にはLED照明を採用し、駐車場に電気自動車用充電ステーションを整備するなど、環境に配慮した店となっている。また、開店時は文化活動継承の一環として「浜松まつり」の近隣6町の凧の展示をしていた。
当時のストアコンセプトは、『高頻度来店型 上質日常生活便利店』をめざしてとしていた。

## テナント
ピアゴだった頃は、1階の直営売り場は南側半分が食料品売り場、北側半分が日用品売場となっており、直営売り場の北側と東側にサービス店舗や軽食店の専門店が並んでいた。2階は中央に直営の衣料品売り場があり、その南北に書店や雑貨店、婦人服店があった。
ユニー×ドンキホーテへの改装後は書店や100円ショップなど大部分のテナントは撤退したが、1階が食品中心という構成は継続されており、2階がおもちゃ・家電・雑貨類などの売り場となっている。2021年12月には、Seriaが2階に再出店している。

## アクセス
- 浜松駅バスターミナルより遠州鉄道バス利用で約20分、「泉町南」バス停下車[1][2][3]徒歩0分。

## 近隣のアピタ・ピアゴ
- プレ葉ウォーク浜北 (アピタ浜北店)

なお以前は当店舗から北へ3kmほどにアピタ初生店があったが閉鎖された。